# Ramin Karimloo
Ramin Karimloo (Iran, 19 september 1978) is een Canadees acteur en zanger.

## Levensloop
Op jonge leeftijd verliet Karimloo Iran om in Toronto te gaan wonen. Hij startte zijn zangcarrière door in verscheidene rockbands in zijn woonplaats te zingen. Later besloot hij zich meer op theater te richten en speelde aanvankelijk in de producties Lost in Yonkers als Jay Kurntiz en Columbia House als Shervin, beide in het Annex Theater te Toronto. Via deze weg ging Karimloo werken bij bedrijven die theaterproducties op cruiseschepen verzorgen en voer mee op de schepen MS Carousel en MV Oriana.
Later volgde hij zijn passie om in het Britse theater te gaan werken en nam hij deel aan meer professionele producties. Verschillende hoogtepunten in zijn carrière zijn de hoofdrollen in de producties: The Phantom of the Opera als Raoul en het Spook, Miss Saigon als Chris, Sunset Boulevard als Joe Gillis en Les Misérables als Marius, Enjolras en Jean Valjean.
In 2009 speelde Karimloo het Spook in The Phantom of the Opera in het Her Majesty's Theatre. In 2010 ging hij in de nieuwe productie Love Never Dies spelen – een vervolg op The Phantom of the Opera.
Door zijn populariteit als het Spook werd hij gevraagd om zijn rol te hernemen voor de 25ste verjaardag van de show in de Royal Albert Hall. Hij speelde samen met Sierra Boggess als Christine en Hadley Fraser als Raoul. In 2011 keerde Karimloo terug naar het Queen's Theater, ditmaal om de rol van Jean Valjean op te nemen in Les Misérables. 
Tot 3 december 2017 speelde Ramin in de Broadway musical Anastasia.
Begin 2012 verliet hij het gezelschap om te gaan toeren met zijn soloalbum Ramin. Voorts vormt hij samen met zijn beste vriend en collega Hadley Fraser een bandje, Sheytoons genaamd.
Karimloo is getrouwd en heeft twee zonen.

## Filmografie
- 2001: Flipside - Paul
- 2004: The Phantom of the Opera - vader van Christine

## Theater
- The Phantom of the Opera - Het Spook
- Les Misérables - Enjolras
- Miss Saigon - Chris
- Aladdin - Aladdin
- The Pirates of Penzance - piraat/politieagent
- The Pirates of Penzance - Pirate King
- Sunset Boulevard - Artie Green, understudy Joe Gillis
- Les Misérables - Feuilly, understudy Marius
- 2007-2009: The Phantom of the Opera - Het Spook
- 2010: Love Never Dies - Mr. Y
- 2011: Phantom of the Opera at the Royal Albert Hall - Het Spook
- 2011: Les Misérables - Jean Valjean
- 2013-2014: Les Misérables - Jean Valjean
- 2017: Anastasia - Gleb

- Bibliothèque nationale de France: cb16220489f (data)
- Gemeinsame Normdatei: 1020731990
- International Standard Name Identifier: 0000 0001 1454 7064
- Library of Congress Control Number: no2010041217
- MusicBrainz: e9c71942-f014-41e3-8279-fb0fb9bfd520
- Nationale Bibliotheek van Tsjechië: xx0124723
- Système universitaire de documentation: 166258075
- Virtual International Authority File: 108052911
- WorldCat: E39PBJymvckQCRCqgJJXDfJkXd